# Мікі Маккей
Мікі Маккей (англ. Mickey MacKay, нар. 25 травня 1894, Чеслі — пом. 30 травня 1940, Ваймір) — канадський хокеїст, що грав на позиції центрального нападника.
Член Зали слави хокею з 1952 року. Володар Кубка Стенлі.

## Ігрова кар'єра
Хокейну кар'єру розпочав 1914 року виступами за команду «Ванкувер Мілліонерс» у ТОХА.
Протягом професійної клубної ігрової кар'єри, що тривала 17 років, захищав кольори команд «Ванкувер Мілліонерс», «Чикаго Блек Гокс», «Піттсбург Пайретс» та «Бостон Брюїнс».
Загалом провів 158 матчів у НХЛ, включаючи 11 ігор плей-оф Кубка Стенлі.
Двічі ставав володарем Кубка Стенлі — уперше 1915 року в складі «Ванкувер Мілліонерс», коли цей трофей розігрувався між найсильнішими командами канадських професійних ліг, та вдруге 1929 року з «Бостон Брюїнс», вже в епоху, коли Кубок став нагородою переможцям НХЛ.

## Статистика
| Сезон         | Клуб                  | Ліга          | Регулярний сезон | Регулярний сезон | Регулярний сезон | Регулярний сезон | Регулярний сезон | Плей-оф | Плей-оф | Плей-оф | Плей-оф | Плей-оф |
| Сезон         | Клуб                  | Ліга          | І                | Г                | П                | О                | ШХ               | І       | Г       | П       | О       | ШХ      |
| ------------- | --------------------- | ------------- | ---------------- | ---------------- | ---------------- | ---------------- | ---------------- | ------- | ------- | ------- | ------- | ------- |
| 1914–15       | «Ванкувер Мілліонерс» | ТОХА          | 17               | 33               | 11               | 44               | 9                | 3       | 4       | 2       | 6       | 9       |
| 1915–16       | «Ванкувер Мілліонерс» | ТОХА          | 14               | 12               | 7                | 19               | 32               | —       | —       | —       | —       | —       |
| 1916–17       | «Ванкувер Мілліонерс» | ТОХА          | 23               | 22               | 11               | 33               | 37               | —       | —       | —       | —       | —       |
| 1917–18       | «Ванкувер Мілліонерс» | ТОХА          | 18               | 10               | 8                | 18               | 31               | 7       | 7       | 6       | 13      | 12      |
| 1918–19       | «Ванкувер Мілліонерс» | ТОХА          | 17               | 9                | 9                | 18               | 9                | —       | —       | —       | —       | —       |
| 1919–20       | «Калгарі Коламбус»    | Big-4         | 11               | 4                | 6                | 10               | 14               | —       | —       | —       | —       | —       |
| 1920–21       | «Ванкувер Мілліонерс» | ТОХА          | 21               | 10               | 8                | 18               | 15               | 7       | 0       | 4       | 4       | 0       |
| 1921–22       | «Ванкувер Мілліонерс» | ТОХА          | 24               | 14               | 12               | 26               | 20               | 9       | 1       | 0       | 1       | 6       |
| 1922–23       | «Ванкувер Марунс»     | ТОХА          | 30               | 28               | 12               | 40               | 38               | 6       | 3       | 0       | 3       | 16      |
| 1923–24       | «Ванкувер Марунс»     | ТОХА          | 28               | 21               | 4                | 25               | 2                | 7       | 3       | 0       | 3       | 2       |
| 1924–25       | «Ванкувер Марунс»     | ЗКХЛ          | 28               | 27               | 6                | 33               | 17               | —       | —       | —       | —       | —       |
| 1925–26       | «Ванкувер Марунс»     | ЗХЛ           | 27               | 12               | 4                | 16               | 24               | —       | —       | —       | —       | —       |
| 1926–27       | «Чикаго Блек Гокс»    | НХЛ           | 34               | 14               | 8                | 22               | 23               | 2       | 0       | 0       | 0       | 0       |
| 1927–28       | «Чикаго Блек Гокс»    | НХЛ           | 36               | 17               | 4                | 21               | 23               | —       | —       | —       | —       | —       |
| 1928–29       | «Піттсбург Пайретс»   | НХЛ           | 10               | 1                | 0                | 1                | 2                | —       | —       | —       | —       | —       |
| 1928–29       | «Бостон Брюїнс»       | НХЛ           | 30               | 8                | 2                | 10               | 18               | 3       | 0       | 0       | 0       | 2       |
| 1929–30       | «Бостон Брюїнс»       | НХЛ           | 37               | 4                | 5                | 9                | 13               | 6       | 0       | 0       | 0       | 4       |
| Усього в ТОХА | Усього в ТОХА         | Усього в ТОХА | 192              | 159              | 82               | 241              | 193              | 32      | 18      | 12      | 30      | 45      |
| Усього в ЗКХЛ | Усього в ЗКХЛ         | Усього в ЗКХЛ | 55               | 39               | 10               | 49               | 41               | 0       | 0       | 0       | 0       | 0       |
| Усього в НХЛ  | Усього в НХЛ          | Усього в НХЛ  | 147              | 44               | 19               | 63               | 79               | 11      | 0       | 0       | 0       | 6       |